# Camacupa
Camacupa es un municipio de la provincia de Bié en Angola. En julio de 2018 tenía una población estimada de 176 153 habitantes.
Se encuentra ubicado en el centro del país, sobre la meseta de Bié y cerca del río Cuanza.